# Sous-région de Haapavesi-Siikalatva
La sous-région de Haapavesi-Siikalatva (finnois : Haapaveden-Siikalatvan seutukunta) est une sous-région de l'Ostrobotnie du Nord en Finlande. 
Au niveau 1 (LAU 1 ) des unités administratives locales définies par l'Union européenne elle porte le numéro 175.

## Municipalités
La sous-région de Haapavesi-Siikalatva est composée des municipalités suivantes :
| Blason              | Municipalité              |
| ------------------- | ------------------------- |
| Haapaveden vaakuna  | Haapavesi (ville)         |
| Pyhännän vaakuna    | Pyhäntä (municipalité)    |
| Siikalatvan vaakuna | Siikalatva (municipalité) |

## Population
Depuis 1980, l'évolution démographique de la sous-région de Haapavesi-Siikalatva, au périmètre du 1er janvier 2017, est la suivante:
| Année      | 1980   | 1985   | 1990   | 1995   | 2000   | 2005   | 2010   |
| ---------- | ------ | ------ | ------ | ------ | ------ | ------ | ------ |
| population | 17 296 | 17 978 | 18 151 | 18 093 | 17 040 | 16 202 | 15 230 |

## Politique
Les résultats de l'élection présidentielle finlandaise de 2018:
- Sauli Niinistö   49.2%
- Matti Vanhanen   17.6%
- Paavo Väyrynen   15.4%
- Laura Huhtasaari   7.4%
- Pekka Haavisto   4.6%
- Merja Kyllönen   4.0%
- Tuula Haatainen   1.5%
- Nils Torvalds   0.3%